# Afonso Anes Nogueira
Afonso Anes Nogueira ou das Leis (c. 1347 - Lisboa, 5 de março de 1426) foi um nobre, militar e político português dos séculos XIV e XV.
"Foi um dos mais assinalados cavaleiros do seu tempo. Tendo sido alcaide-mor do castelo de São Jorge de Lisboaː nos princípios das alterações depois da morte de el-rei D. Fernando de Portugal seguiu as partes da rainha D. Leonor Teles, por ser alcaide mor de Lisboa, posto pelo conde de Barcelos D. João Afonso Teles,  mas que o Mestre de Aviz foi aclamado em Coimbra, o seguiu com toda a fidelidade e andou sempre à sua ilharga como conselheiro seu."

## Biografia
Foi criado do rei D. Fernando de Portugal e integrou o corpo de vassalos de D. João Afonso Telo, IV conde de Barcelos.
Participa como patrão de uma galé na Batalha da ilha de Saltes em Julho de 1381, naquela que foi a principal operação naval da Terceira Guerra Fernandina, onde a armada castelhana sai vencedora e onde ele foi aprisionado.
É inclusive um dos integra o grupo de homens da conﬁança do conde a quem este, regressado da sua prisão em Castela, conﬁa o seu plano para assassinar João Fernandes Andeiro, conde de Ourém, o qual como é sabido, nunca chegaria a lograr o sucesso desejado.
Mas a sua nobilitação mais patente advém do apoio dado à causa do Mestre de Avis. Uma vez que depois foi membro do seu conselho régio (1399-1425) e alcaide-mor de Lisboa (1400-1425).

### Filiação
Filho de João Peres Nogueira, mais conhecido por Mestre João das Leis, e de sua mulher Constança Afonso.

### Cargos
D. Fernando I de Portugal coutou-lhe a sua Quinta de Vila Pouca, no termo de Torres Vedras.
A 13 de Novembro de 1384, teve Carta de posse do Casal do Ursal, feita por Afonso Nogueira.
A 1 de Dezembro de 1385, D. João I de Portugal confirmou a Afonso Anes Nogueira, seu Vassalo, os privilégios da Quintã de Vila Pouca, a par de Torres Vedras, que ele comprara a D. Gonçalo Rodrigues de Sousa.
Foi 5.º Senhor do Morgado de Santa Ana em São Lourenço de Lisboa e 1.º Senhor do Morgado de São Lourenço de Lisboa.
A 29 de Janeiro de 1386, enquanto "Afonso Anes, filho de Mestre João das Leis, vizinho e morador na cidade de Lisboa, Provedor e Administrador da Capela de Mestre Pedro edificada na Igreja de São Lourenço", fez a compra dum Casal de herdade de pão com todas as suas casas, direitos e seu lagar e currais na Mata da Burra, termo de Sintra, feita a Fernão Domingues e sua mulher Catarina Esteves, moradores no Urzal.
A 4 de Junho de 1393 houve Carta de venda livre dum Casal de herdades, situado no Sacário, ao pé da aldeia de Porqueiros, Sintra, feita por Afonso Esteves e Maria Esteves a Afonso Anes Nogueira.
Neste período foi armado Cavaleiro.
A 16 de Dezembro de 1393 houve autorização dada pela Câmara de Lisboa a Afonso Anes Nogueira, Cavaleiro, morador na dita cidade, para fechar as ruas junto à Igreja de São Lourenço para fazer com as casas térreas e pardieiros e chãos que aí tinha umas casas e um edifício "por que a dita cidade seria mais honrada". Esta será a primeira casa dos Nogueira que, mais tarde, veio a dar origem ao Palácio da Rosa.
A 28 de Agosto de 1399 houve instrumento de aforamento de duas vinhas "mortas", umas oliveiras em São Simão e uma herdade no lugar de Boca de Asno, termo de Almada, feita por Afonso Nogueira, Procurador do Morgado do Bispo D. Afonso de Évora, seu tio, a Fernão Gomes, mercador.
Neste período foi feito Cavaleiro do Conselho.
A 13 de Outubro de 1410 houve Carta de emprazamento dumas casas na Ourivesaria, feito por Afonso Anes Nogueira, Cavaleiro do Conselho, Alcaide-Mor de Lisboa, a João Brum, Candeeiro do Rei, e a sua mulher Maria Ponce.
Neste período foi feito Alcaide-Mor de Lisboa.
A 17 de Fevereiro de 1417 houve instrumento de arrendamento dum Casal no Bocal chamado Abegoaria, feito por Afonso Anes Nogueira, Cavaleiro do Conselho do Rei e Alcaide-Mor da cidade de Lisboa, a João Anes Torrão, lavrador, morador na sua Quintã do Bocal, freguesia de Loures.
A 1 de Dezembro de 1418, sentença que houve Afonso Anes Nogueira contra o Concelho de Santarém, mandando-o restituir a posse e jurisdição da vila de Aveiras.
Jaz na sua Capela em São Lourenço de Lisboa com um letreiro que diz: «Aqui jaz Afonso Annes Nogueira que foi Cavº. na Batalha Real do Conselho do Rei D. João I, e do Infante D. Duarte, seu filho, e Alcaide Mor desta cidade; faleceu em 5 de Março de 1426».
A 15 de Setembro de 1457 fez-se o traslado em pública forma da nota da compra que fez Afonso Anes Nogueira para o Morgado de Mestre Pedro dos bens que pertenciam à terça de Constança Afonso, sua mãe, mulher de Mestre João das Leis, seu pai.

### Casamento e descendência
Casou com Joana Vaz de Almada (c. 1356 - Janeiro de 1427), que foi sepultada no Convento do Salvador de Lisboa, filha de Vasco Lourenço de Almada e de sua mulher Inês Rodrigues, da qual teve quatro filhos e quatro filhas:
- D. Afonso Nogueira (c. 1370 - Alenquer, Outubro de 1464), bispo de Coimbra e arcebispo de Lisboa.
- Teresa Nogueira (- 19 de Novembro de 1427), segunda mulher sem geração de Diogo Fernandes de Almeida (- 1453-9), a qual fez Testamento a 1 de Novembro de 1427 e morreu a 19 seguinte, sendo trasladada de Abrantes para a Capela de São Domingos em 1452
- Rui Nogueira (- 1432), cavaleiro da casa do Infante D. Duarte (1426-1429)[7], que sucedeu ao pai no morgado de São Lourenço e alcaidaria-mor de Lisboa, que casou com D. Aldonça de Meneses, filha do conde D. Pedro de Meneses, 1.º capitão de Ceuta. Sem descendência[8].
- Álvaro Nogueira (- 1423), Fidalgo da Casa Real, que esteve na Conquista de Ceuta a 15 de Agosto de 1415, casado sem geração com Catarina Gonçalves Malafaia (c. 1404 -), filha de Gonçalo Pires Malafaia, senhor de Belas e regedor da casa do cível, e de sua mulher Maria Anes;[9] a 21 de Novembro de 1424 D. João I doou a seu filho o Infante D. João os Paços e Quinta de Belas, no termo de Lisboa, com sua terra, direitos, pertenças e igreja, dizendo que tudo comprara por 6.000 coroas de ouro a Maria Anes, mulher que foi de Gonçalo Pires, com consentimento e autoridade de seus filhos; acrescenta o Rei nesta Carta que, depois desta compra, casou Álvaro Nogueira, filho de Afonso Anes Nogueira, do seu Conselho, com Catarina Gonçalves, filha dos ditos Gonçalo Pires e Maria Anes, e lhe deu em casamento 6.000 coroas de ouro, entregando-lhe os ditos Paços e Quinta de Belas enquanto lhas não pagasse; porém, tendo agora morrido Álvaro Nogueira, sem geração, herdou seu pai Afonso Anes Nogueira metade, e sua viúva, a dita Catarina Gonçalves, a outra metade, pelo que D. João I pagaria 3.000 a cada e doava Belas a seu filho o Infante D. João.
- Gomes Nogueira, morto assassinado em 1460, que esteve na tomada de Tânger e na Batalha de Alfarrobeira com seu tio materno o 1.º Conde de Abranches, solteiro, mas teve geração ilegítima de que descendem os viscondes e marqueses de Sá da Bandeira. [10]
- Violante Nogueira (c. 1390 -), aia das infantas D. Catarina e D.  Maria, filhas do rei D. Duarte I de Portugal[8], 7.ª Senhora do Morgado de Santa Ana em São Lourenço de Lisboa e 3.ª Senhora do Morgado de São Lourenço de Lisboa, casada com João Afonso de Brito (c. 1372 - d. 30 de Janeiro de 1434), senhor do Morgado de Santo Estevão em Beja; com geração, nos Brito e Nogueira, morgados de Santo Estevão em Beja e São Lourenço em Lisboa (que viriam a herdar, por casamento, no final do século XVI, o título de Visconde de Vila Nova da Cerveira), e morgados de Valbom (que passariam por sucessão, no século XVII, para os senhores da Honra de Barbosa).[11][12][13][14][15]
- Constança Nogueira, primeira mulher, com geração, de Afonso Furtado de Mendoça (c. 1412 - 1475).[16] [17]
- Maria Nogueira, aia da Infanta D. Catarina de Portugal e casada com Vasco Martins de Albergaria[8] ou casada com Vasco Martins da Cunha, com geração feminina; a 17 de Março de 1445, D. Afonso V de Portugal concede Carta de Privilégio a Maria Nogueira, Aia da Infanta D. Catarina, moradora na cidade de Lisboa, mulher de Vasco Martins da Cunha, para todos os seus caseiros, lavradores e mordomos, isentando-os do pagamento dos diversos impostos e encargos concelhios, de irem com presos e dinheiros, de estarem nas frontarias e armadas da galés, de serem postos por besteiros do conto, de serem tutores e curadores, bem como do direito de pousada.
- Teresa Nogueira que foi a segunda mulher de Diogo Fernandes de Almeida, vedor da fazenda (1436-1445), reposteiro-mor de D.Duarte e membro do seu conselho e do de D. Afonso V[18].